# Борго Форначе (Ферара)
Борго Форначе (итал. Borgo Fornace) је насеље у Италији у округу Ферара, региону Емилија-Ромања.
Према процени из 2011. у насељу је живело 72 становника. Насеље се налази на надморској висини од -1 м.